# Propionamida
Propanoamida é o composto orgânico a amida do ácido propanoico, de fórmula CH3CH2C=O(NH2).
Este composto orgânico é uma amida mono-substituída. 